# Jingo de Lunch
Jingo de Lunch war eine deutsche Rockband, die im April 1987 in Berlin gegründet wurde. Mit einer Frauenstimme im Vordergrund und ausschließlich englischen Songtexten spielte sie eine Mischung aus Hard Rock und Punk.

## Name
In einem Interview am 3. September 2007 in der Punksendung „New Rose Radio“ auf dem offenen Kanal Berlin erklärten Yvonne Ducksworth und Henning Menke die Entstehung und Bedeutung des Namens. Auf der Suche nach einem Namen hätten sie ein englisches Wörterbuch durchgeblättert, bis sie auf das Wort „Jingo“ stießen, das umgangssprachlich „chauvinistischer, patriotischer, aggressiver Mensch“ bedeutet. „De Lunch“ heißt so viel wie „sich auskotzen“.

## Geschichte
Jingo de Lunch wurde in Berlin gegründet, nach dem gemeinsamen Besuch der künftigen Bandmitglieder eines Konzerts der Thrash-Metal-Band Slayer im Metropol in Berlin am 27. April 1987, das am 21. Geburtstag von Sängerin Yvonne Ducksworth stattfand. Frontfrau Yvonne Ducksworth kam ursprünglich aus Kanada und hatte zuvor, genauso wie die Gitarristen Josef Ehrensberger und Tom Schwoll sowie Bassist Henning Menke, in verschiedenen Punk- und Heavy-Metal-Bands Erfahrungen gesammelt. Steve Hahn kam aus der Punkszene rund um den Bodensee. 1987 spielte die Band in nur sieben Tagen ihr Debütalbum Perpetuum Mobile ein. Kurz darauf gewann sie einen vom Berliner Senat ausgeschriebenen Nachwuchswettbewerb. Die Band wurde anerkennend von der Independentszene aufgenommen und brachte in regelmäßigen Abständen Alben auf den Markt. Jingo de Lunch spielte im Vorprogramm von Bands wie Ramones, Bad Brains, Rollins Band, Motörhead und Die Toten Hosen.
Der kommerzielle Durchbruch blieb jedoch aus. Tom Schwoll verließ die Band 1994 und wechselte zu Extrabreit. 1997 gingen auch die anderen Bandmitglieder getrennte Wege. Yvonne Ducksworth zog in die USA, und Steve Hahn wurde Roadie bei den Toten Hosen. Henning Menke und Joseph Ehrensberger schlossen sich ebenfalls anderen Bands an.
Im Sommer 2006 ging Jingo de Lunch in alter Besetzung auf Tour durch Deutschland, Österreich und Italien. 2007 kam The Independent Years, eine Kompilation ihrer alten Songs auf den Markt. Im Dezember 2007 verließ Joseph Ehrensberger aus persönlichen Gründen die Band. Die Gruppe entschied sich dafür, als Quartett weiterzumachen. Seit 2008 arbeiteten Jingo de Lunch an neuen Songs, welche 2010 auf dem Album Land of the Free-ks veröffentlicht wurden. Im Mai und Juni 2008 gab die Band einige Konzerte in Deutschland und Spanien. Bei Auftritten und Jamsessions wurde Jingo de Lunch von Gitarrist Tico Zamora unterstützt. Seit 2009 wurden Tom Schwoll und Tico Zamora durch den neuen Gitarristen Gary Schmalzl ersetzt. 2011 wurde das Album Live in Kreuzberg veröffentlicht.
Die Band hat sich im September 2012 aufgelöst.

## Diskografie

### Alben
- 1987 Perpetuum Mobile
- 1989 Axe to Grind
- 1990 Underdog
- 1991 B.Y.E
- 1994 Deja Voodoo
- 2007 The Independent Years (Kompilation)
- 2010 Land of the Free-ks
- 2011 Live in Kreuzberg

### Singles
- 1988 Cursed Earth (EP)
- 1990 Crawl
- 1994 Dogs Day